# Solon Earl Low
Pour les articles homonymes, voir Low.
Solon Earl Low (né le 8 janvier 1900, décédé le 22 décembre 1962) était un homme politique canadien.

## Biographie
En 1944 il est élu chef du Parti Crédit social du Canada et se fait élire pour la première fois à la Chambre des communes lors de l'élection générale de 1945. Il représente la circonscription albertaine de Peace River jusqu'à ce que lui et tous les autres députés du Crédit social perdent leur siège lors de l'élection de 1958. Il démissionne en tant que chef du parti en 1961 et meurt en 1962.